# Покришівська сільська рада
Покришівська сільська рада — колишня адміністративно-територіальна одиниця та орган місцевого самоврядування у Брусилівському районі Білоцерківської і Київської округ, Київської й Житомирської областей Української РСР та України з адміністративним центром у с. Покришів.

## Населені пункти
Сільській раді були підпорядковані населені пункти:
- с. Покришів

## Населення
Відповідно до перепису населення СРСР, станом на 17 грудня 1926 року чисельність населення ради становила 990 осіб, з них, за статтю: чоловіків — 470, жінок — 520; етнічний склад: українців — 990. Кількість господарств — 216, з них неселянського типу — 3.
Станом на 5 грудня 2001 року, відповідно до перепису населення України, кількість мешканців сільської ради становила 479 осіб.

## Склад ради
Рада складалася з 12 депутатів та голови.

### Керівний склад сільської ради
| ПІБ                            | Основні відомості                                                 | Дата обрання | Дата звільнення |
| ------------------------------ | ----------------------------------------------------------------- | ------------ | --------------- |
| Огородник Антоніна Анатоліївна | Сільський голова, 1965 року народження, освіта                    | 26.03.2006   | 31.10.2010      |
| Огородник Антоніна Анатоліївна | Сільський голова, 1965 року народження, освіта вища, позапартійна | 31.10.2010   |                 |

Примітка: таблиця складена за даними джерела

## Історія
Створена 1923 року в складі с. Покришів та хутора Покришівський Водотиївської волості Радомисльського повіту Київської губернії. 7 березня 1923 року включена до складу новоутвореного Брусилівського району Білоцерківської округи. У пізніших списках населених пунктів х. Покришівський не значився.
Станом на 1 вересня 1946 року сільська рада входила до складу Брусилівського району Житомирської області, на обліку в раді перебувало с. Покришів.
11 серпня 1954 року, відповідно до указу Президії Верховної ради Української РСР «Про укрупнення сільських рад по Житомирській області», сільську раду ліквідовано, територію та с. Покришів приєднано до складу Романівської сільської ради Брусилівського району. Відновлена 14 листопада 1991 року, відповідно до рішення Житомирської обласної ради «Про внесення змін в адміністративно-територіальній устрій окремих районів», у с. Покришів Водотиївської сільської ради Брусилівського району.
Ліквідована 28 грудня 2016 року через об'єднання до складу Брусилівської селищної територіальної громади Брусилівського району Житомирської області.